# David Bandelj
David Bandelj (Gorizia, 22 aprile 1978) è uno scrittore italiano, di nazionalità slovena.

## Biografia
Dopo l'esame di maturità nel 1997, al liceo classico Primož Trubar (klasični licej Primoža Trubarja) di Gorizia, si è iscritto alla facoltà di lettere e filosofia dell'Università di Lubiana, dove ha concluso gli studi di letteratura comparata e successivamente ottenuto anche il dottorato. È stato professore nelle scuole medie e superiori con lingua d'insegnamento slovena di Gorizia e poi alla facoltà di cultura umanistica di Nova Gorica, salvo poi riprendere l'attività didattica alle scuole superiori di lingua slovena.
È autore della prima antologia completa della poesia contemporanea slovena in Italia.
È attivo anche come musicista e direttore di coro.
Nel 2007, come diversi sloveni in Italia che ne fecero richiesta, gli è stata restituita dall'autorità italiana la versione originaria del cognome della sua famiglia, che ai tempi del fascismo fu italianizzato in Bandelli.

### Vita privata
Bandelj è sposato con figli.

## Opere
- Klic iz nadzemlja, Mladika, 2000
- Razprti svetovi, Mladika, 2006
- Razbiranja žarišča, Editoriale Stampa Triestina, 2008
- (SL) Odhod, Trieste, Mladika, 2012, ISBN 978-88-7342-179-5.